# Mürzhofen
Mürzhofen er en kommune med 953 indbyggere (fra 1. januar, 2011) i den østrigske delstat Steiermark. Mürzhofen ligger i dalen ved floden Mürz.